# Prevención de riesgos laborales

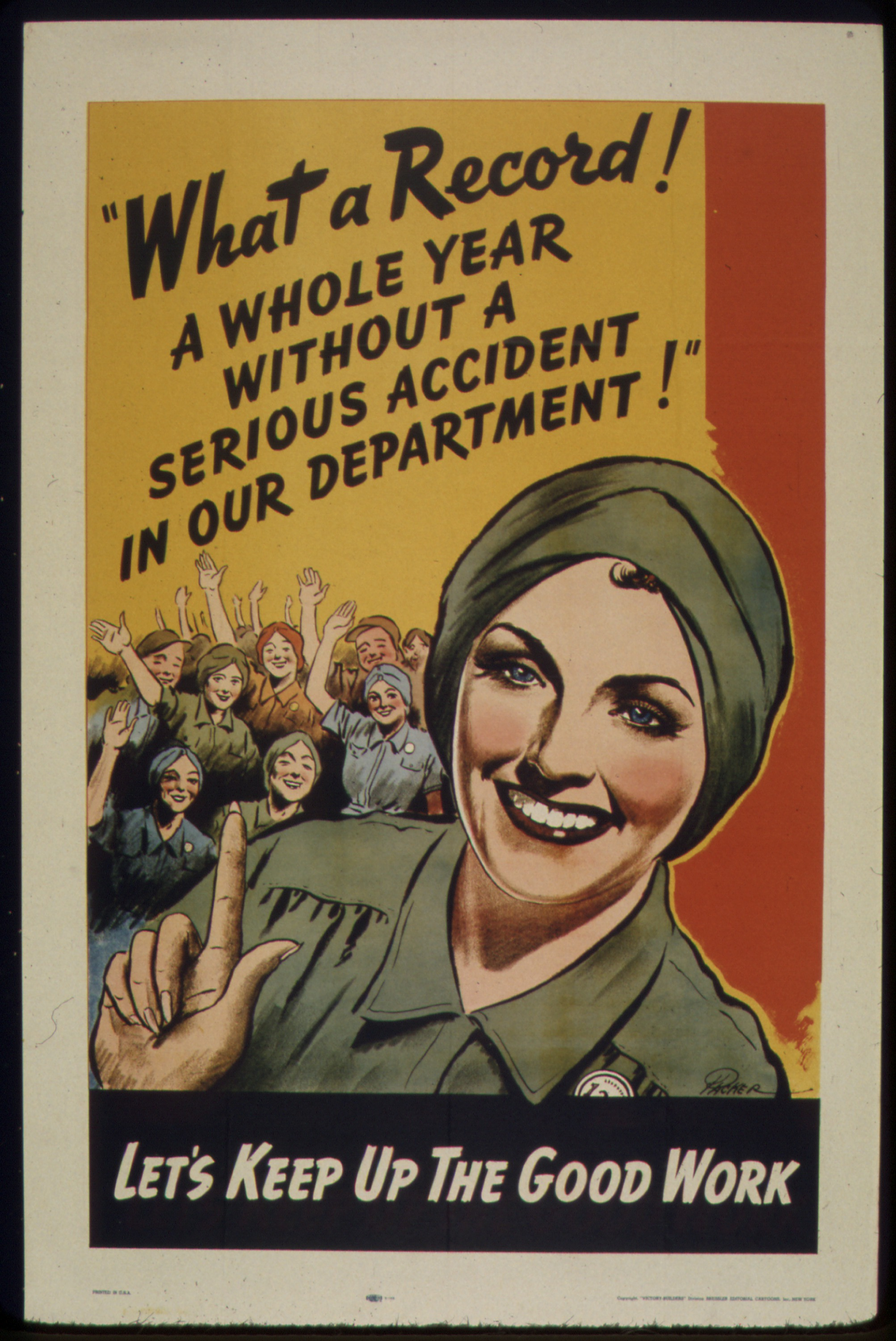
Cartel de "cero accidentes"

La prevención de riesgos en el trabajo constituye la línea de acción en un medio ambiente ocupacional adecuado, con condiciones justas, donde los trabajadores puedan desarrollar una actividad con dignidad y donde sea posible su participación para la mejora de las condiciones de seguridad y salud.
La salud se definió, en el preámbulo de la creación de la Organización Mundial de la Salud (1946), como el completo bienestar físico, mental y social, y no solamente como la ausencia de afecciones o enfermedades. También puede definirse como el nivel de eficacia funcional o metabólica de un organismo tanto a nivel micro (celular) como en el nivel macro (social).[cita requerida]
La ocupación puede considerarse una fuente de salud porque aporta a quien la realiza una serie de aspectos positivos y favorables. Con el salario que se percibe se pueden adquirir los bienes necesarios para la manutención y bienestar general, se desarrolla una actividad física y mental que revitaliza el organismo al mantenerlo activo y despierto, se desarrollan y activan las relaciones sociales con otras personas a través de la cooperación necesaria para realizar las tareas y aumenta también la autoestima porque permite a las personas sentirse útiles. No obstante, el trabajo también puede causar diferentes daños a la salud de tipo psíquico, físico o emocional, según sean las condiciones sociales y materiales en que se realice.
Para prevenir los daños a la salud ocasionados por el trabajo, se constituyó la Organización Internacional del Trabajo (OIT), el principal organismo internacional encargado de la mejora permanente de las condiciones de trabajo mediante convenios que se toman en sus conferencias anuales y las directivas que emanan de ellas. Se trata de un organismo especializado de la Organización de las Naciones Unidas, de composición tripartita, que reúne a gobiernos, empleadores y trabajadores de sus Estados miembros con el fin de emprender acciones conjuntas destinadas a promover el trabajo decente en el mundo.[cita requerida]

## Historia
Ya en el Deuteronomio (Antiguo Testamento) Cap. 22 Ver. 8 aparece lo que podemos denominar la primera recomendación o norma de seguridad:
“Cuando edifiques casa nueva harás pretil a tu terrado, para que no eches culpa de sangre sobre tu casa, sí de él cayere alguno”
En otra época más próxima nos encontramos un edicto de Carlos III fechado el 3 de diciembre de 1778, en el cual ordena a los jueces de la corte que investiguen los accidentes que se producen en los albañiles, que prestan servicio en las obras tanto sean de la corte como privadas, dado el gran número de accidentes.
Si nos referimos a la Higiene Industrial, ya Platón y Plutarco, describen las enfermedades que sufren los trabajadores de las minas, sobre todo las de extracción de Azufre.
Posteriormente Hipócrates y Galeno estudian y describen la patología del Plomo.
En el periodo de desarrollo industrial, posterior a la posguerra, primaba sobre todo la productividad. No obstante lo anterior, ya se publicaba alguna legislación y reglamentos que atisbaban algunos principios de seguridad, sobre todo en actividades mineras.En 1971 entró en vigor en nuestro país, la Ordenanza General de Seguridad e Higiene que ha estado vigente hasta que, paulatinamente y desde 1995, en que se publica la LPRL, se ha ido sustituyendo por esta ley y todos los Reglamentos que de ella se derivan, incluyendo el RD 39/1997 Reglamento de los Servicios de Prevención, en el que se establecen las pautas organizativas de la Prevención en la empresa, participación de los trabajadores, etc.
En España, algunos de los hitos más importantes son:
- Ley de accidentes de trabajo (1900).
- Creación de la Inspección de Trabajo (1906).
- Reglamento General de Seguridad e Higiene en el Trabajo (1940).
- Creación del Servicio Social de Higiene y Seguridad en el Trabajo, hoy Instituto Nacional de Seguridad y Salud en el Trabajo (1970).
- Aprobación de la Ley de prevención de riesgos laborales (1995), que inicia una nueva etapa en la que el término "prevención de riesgos laborales" viene a sustituir al clásico "seguridad e higiene en el trabajo" poniendo el acento en el aspecto preventivo.

En Argentina, algunos de los hitos más importantes son:
- Creación de FORA (1901).
- Creación de CGT (1930).
- Ley 19587 (1972).
- Ley 24557 (1995).
- Ley 27348 (2017).
- Ley 29658 (2022).

## Prevención de riesgos sociales
- Reivindicaciones de los trabajadores en favor de la mejora de sus condiciones de vida y de trabajo.
- Consideración del trabajador como un ser humano y no como mero factor productivo, y conciencia del valor de la dignidad humana.[5]
- Integración del trabajador en la empresa.[6]
- Asunción por los empresarios del deber de seguridad hacia los trabajadores.
- Concienciación de la importancia de la seguridad y salud de los trabajadores como medio de mejora de la empresa.
- Existencia de una normativa legal que impone unas condiciones mínimas.
- Costes reparadores de daños al trabajador en caso de accidente o enfermedad profesional.
- Costes ocultos, difícilmente cuantificables, que afectan a la productividad y a la imagen de la empresa.

## Técnicas de PRL
Las técnicas de prevención de riesgos laborales, son aquellas técnicas que están encaminadas a actuar directamente sobre los riesgos. El objetivo es hacerlo antes de que se lleguen a materializar y por consiguiente puedan producir daños en la salud de los trabajadores. Son por lo tanto técnicas de tipo activo y predictivo.

### Contra accidentes y enfermedades profesionales
- Seguridad en el trabajo: tiene que ver con la verificación de condiciones aptas para desempeñar una actividad laboral, por tanto, contempla variables como la adecuación de herramientas, estado de las instalaciones y qué hacer en caso de incendios o fallas eléctricas.

- Higiene industrial: se encuentra orientada a evitar las enfermedades profesionales, por lo tanto, contempla el identificar, controlar y evaluar agentes físicos como el ruido al igual que agentes biológicos o químicos como por ejemplo el humo de soldadura, los gases de escape de los motores a combustión, el polvo, los solventes, la neblina de aceite y muchos otros.

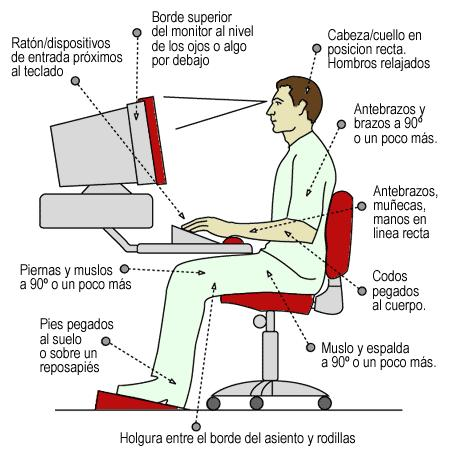
Ergonomía.

### Para mejorar las condiciones de trabajo
- Ergonomía: se refiere a todo lo que tiene que ver con la temperatura, la iluminación, la humedad y en general toda la adecuación que demanda el procurar las mejores condiciones físicas y mentales para la ejecución de las distintas tareas. Aquí se incluye las dimensiones apropiadas de las mesas, sillas y mobiliario para que este no signifique riesgos.
- Psicosociología laboral: contempla aspectos tales como la existencia de los ritmos adecuados de trabajo, el cumplimiento de las respectivas pausas, las relaciones entre compañeros, la consolidación de horarios justos y la carga de trabajo que debe asumir cada empleado, por tanto cuida de que se respete el equilibrio básico para que las personas no se expongan y terminen alterando la productividad de la institución. Los riesgos psicosociales plantean serios problemas, ya que afectan notoriamente  la salud de las personas, de las organizaciones y de las economías nacionales.[7]

### Para vigilar la salud de los trabajadores
- Medicina del trabajo: está dirigida al estudio de las consecuencias derivadas de las condiciones materiales y ambientales, sobre las personas. Procura establecer, junto a las disciplinas preventivas anteriormente indicadas, unas condiciones de trabajo que no produzcan enfermedades ni daños en la salud de los trabajadores. Se ocupa del tratamiento, curación y posterior rehabilitación de las enfermedades profesionales, así como de elaborar medidas  de prevención que de ser adoptadas, permite evitarlas o aminorar sus consecuencias.[8]

## Coordinación de actividades empresariales (CAE)
La coordinación de actividades empresariales  consiste en la puesta en práctica de las medidas idóneas, cuando los trabajadores/as de dos o más empresas coincidan en el mismo centro de trabajo. Los trabajadores de diferentes contratas, coincidentes en el mismo lugar de trabajo cooperarán entre sí para que la concurrencia de diferentes acciones de trabajo en un mismo lugar no suponga un riesgo para la seguridad y salud de los trabajadores/as. La gestión documental relacionada con la CAE es uno de los temas más laboriosos que  se suele solventar por medio de la utilización de plataformas de coordinación de actividades empresariales y ayudar a los profesionales de la seguridad y salud en el trabajo.

## Promoción de la salud en el trabajo
La Red Europea de Promoción de la Salud en el Trabajo (ENWHP) elaboró en 1997 la Declaración de Luxemburgo, documento en el que se establecían unas medidas fundamentales y unas premisas necesarias para conseguir una buena gestión de la salud de los trabajadores en la empresa.
Medidas fundamentales
- Principios y métodos procedentes de la dirección de la empresa que reconozcan que los trabajadores son un elemento necesario en la organización y no un mero coste.
- Una cultura, con sus correspondientes principios, que incluya la participación de los trabajadores alentando su motivación y responsabilidad.
- Unos criterios de organización del trabajo que proporcionen a los trabajadores un equilibrio entre las demandas del trabajo, el control sobre el mismo, su formación y el reconocimiento social derivado.
- Una política de personal que incorpore activamente temas de promoción de la salud.
- Un servicio integrado de seguridad y salud en el trabajo.

Premisas
- Todo el personal tiene que estar implicado (participación).

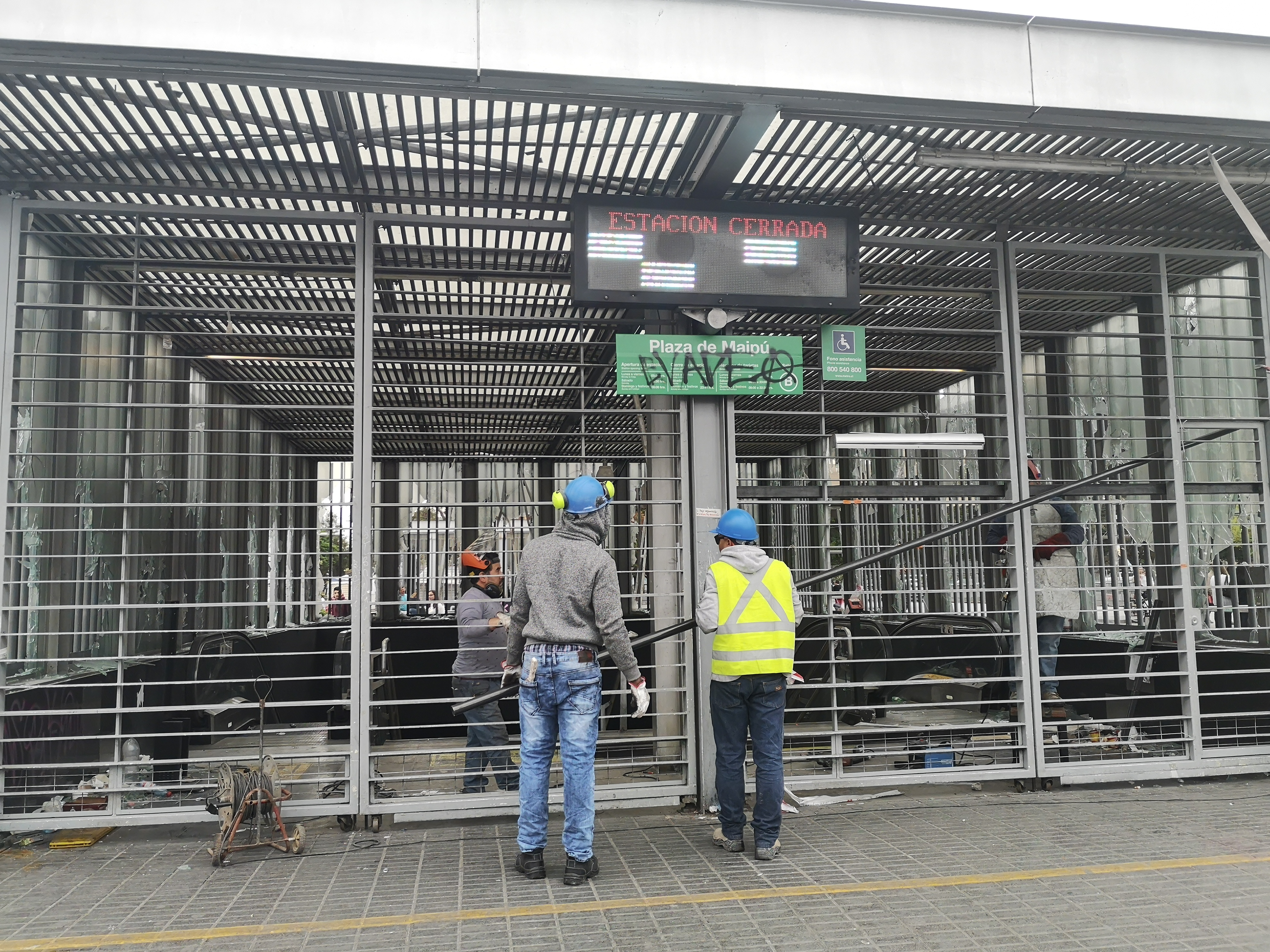
Trabajadores con equipo de protección: Cascos, guantes, chalecos reflactarios, de acuerdo a las leyes de prevención de accidentes laborales.

- La promoción de la salud en el trabajo ha de integrarse en todas las decisiones importantes y en todas las áreas de las organizaciones (integración).
- Todas las medidas y programas han de orientarse hacia la solución de problemas: análisis de las necesidades, establecimiento de prioridades, planificación, ejecución, control y evaluaciones continuadas (proyecto de gestión).
- Trabajadores con equipo de protección: Cascos, guantes, chalecos reflactarios, de acuerdo a las leyes de prevención de accidentes laborales.La promoción de la salud en el trabajo debe incluir medidas dirigidas al individuo y al ambiente desde varios campos; combinar la estrategia de control del riesgo con la de desarrollo de factores de protección y potenciadores de la salud (integral).

## Equipos de protección individual.
En 1986 la Unión Europea, la Directiva 89/686/CEE del Consejo de Gobierno de 30-11-1989, establece las disposiciones mínimas de seguridad y de salud para la utilización por los trabajadores en el trabajo de equipos de protección individual. A los efectos de dicha Directiva se entiende por equipo de protección individual (EPI) cualquier equipo destinado a ser llevado o sujetado por el trabajador o trabajadora para que le proteja de uno o varios riesgos que puedan amenazar su seguridad o su salud en el trabajo, así como cualquier complemento o accesorio destinado a tal fin. 
Mientras que el Real Decreto 773/1997 de 30 de mayo, sobre disposiciones mínimas de seguridad y salud relativas a la utilización por los trabajadores de equipos de protección individual, define un equipo de protección individual como «cualquier equipo destinado a ser llevado o sujetado por el trabajador para que le proteja de uno o varios riesgos que puedan amenazar su seguridad o su salud, así como cualquier complemento o accesorio destinado a tal fin», excluyendo los siguientes equipos:
- la ropa de trabajo y uniformes que no estén específicamente destinados a proteger la seguridad o salud.
- los de los servicios de socorro y salvamento.
- los de los militares, policías y servicios de mantenimiento del orden.
- los de los medios de transporte por carretera.
- el material de deporte.
- el material de autodefensa o disuasión.
- los aparatos portátiles para la detección y señalización de los riesgos y de los factores de molestia.[11]

Si quieres más información echa un vistazo a la NTP sobre Equipos de Protección y Vestuario Laboral
Aparte de la protección individual hay otra llamada protección colectiva, que son medidas que tratan de proteger a los trabajadores en su conjunto y a sus instalaciones.

## Dispositivos no legales para disminuir la gravedad de los siniestros ocupacionales
Con el fin de aminorar y disminuir la incidencia y gravedad de los siniestros ocupacionales, las empresas tienen que disponer en los lugares de trabajo de los siguientes dispositivos:
- Alumbrado de emergencia
- Dotaciones y local para primeros auxilios
- Equipo de protección individual (EPI)
- Limpieza, orden y mantenimiento de los centros de trabajo
- Protección contra incendios
- Señalización de seguridad
- Servicios higiénicos y locales de descanso
- Vías y salidas de evacuación

## Prevención de riesgos en el uso de maquinaria y herramientas

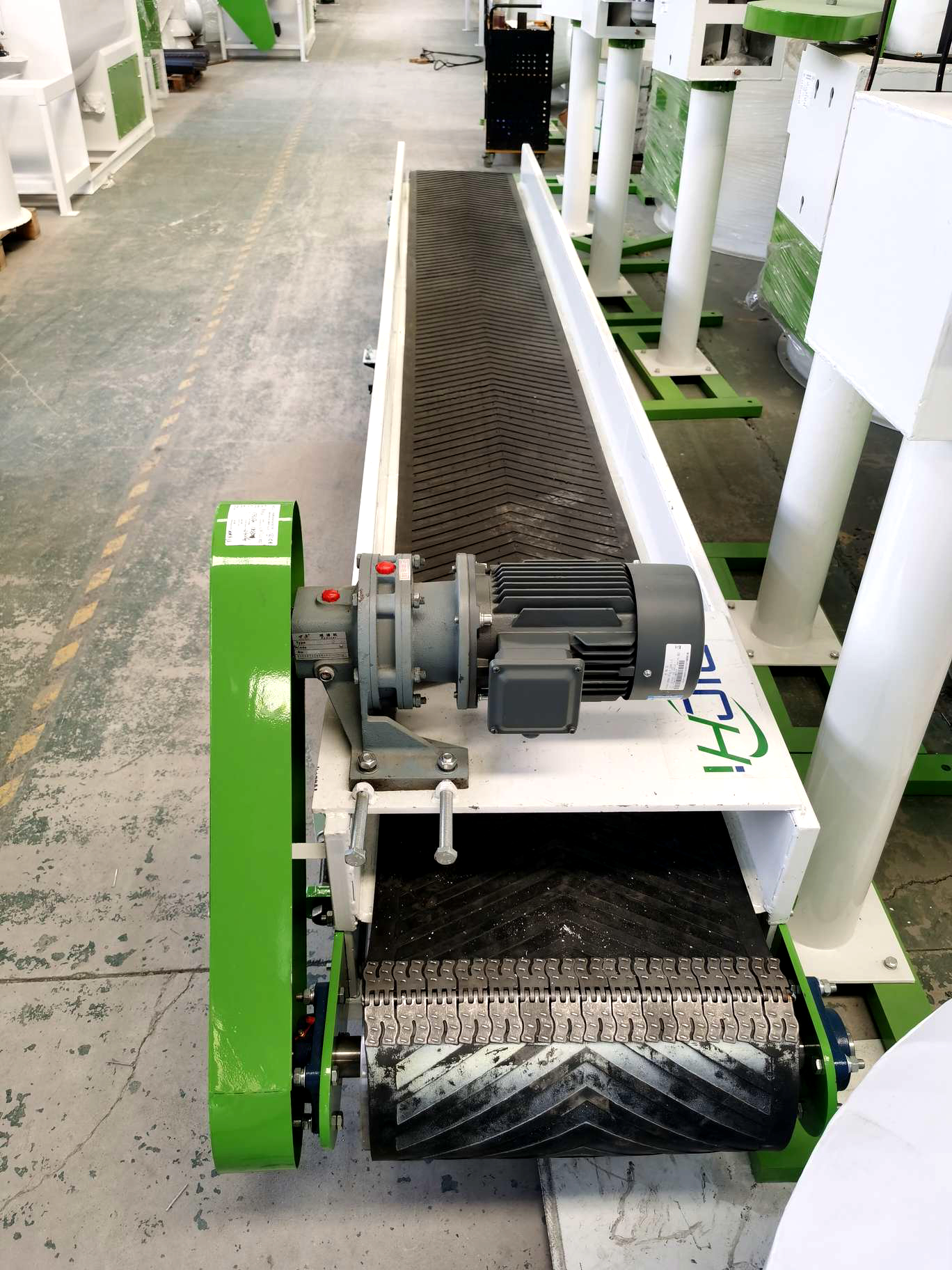
Máquina Industrial

El manejo de maquinaria en el entorno laboral, ya sea en fábricas, talleres, o sitios de construcción, representa uno de los aspectos más críticos para la eficiencia y productividad de las empresas. Sin embargo, junto con los beneficios operativos que ofrecen, los equipos y maquinarias también presentan riesgos significativos si no se gestionan adecuadamente. Los accidentes derivados de un uso inapropiado, fallos en los equipos o la falta de capacitación pueden ocasionar lesiones graves o incluso fatales para los trabajadores. Por ello, la prevención de riesgos en la operación de maquinaria no solo es una responsabilidad legal, sino una prioridad para garantizar la seguridad y el bienestar de todos los empleados.

### Normativa
En España hay que seguir una normativa sobre prevención de riesgos en el trabajo. La normativa básica que se debe seguir:
- Ley 31/1995, de 8 de noviembre, de Prevención de Riesgos Laborales (LPRL)[12]
- Real Decreto 39/1997, de 17 de enero, por el que se aprueba el Reglamento de los Servicios de Prevención (RSP)[13]
- Real Decreto 1215/1997, de 18 de julio, por el que se establecen las disposiciones mínimas de seguridad y salud para la utilización por los trabajadores de los equipos de trabajo (R.D. 1215/1997). [14]
- Real Decreto 1644/2008, de 10 de octubre, por el que se establecen las normas para la comercialización y puesta en servicio de las máquinas[15]

Otras normativas a seguir son:
- Ley 21/1992, de 16 de julio, de Industria.[16]
- Directiva 98/37/CE del Parlamento Europeo y del Consejo, de 22 de junio de 1998, relativa a la aproximación de legislaciones de los Estados miembros sobre máquinas.[17]
- Directiva 2006-42-CE del Parlamento Europeo y del Consejo[18]

### Tipos de riesgos relacionados con máquinas

#### 1. Riesgos mecánicos
- Atrapamiento: Ocurre cuando una parte del cuerpo queda atrapada entre componentes en movimiento. Esto puede suceder en maquinaria donde hay engranajes o cintas transportadoras. La prevención incluye resguardos y dispositivos de parada de emergencia.[19]
- Corte: Lesiones provocadas por bordes afilados o herramientas de corte. Es esencial que las máquinas cuenten con cubiertas y que los operadores usen protección adecuada.[19]
- Golpes: Posibilidad de ser golpeado por piezas que se desprenden o por el movimiento de la máquina. Se deben implementar medidas de seguridad como áreas de exclusión y mantenimiento adecuado.[19]

#### 2. Riesgos eléctricos
- Electrocución: Un riesgo significativo en máquinas eléctricas. La falta de mantenimiento, cables dañados o mal aislamiento pueden incrementar este riesgo. Se debe garantizar que el equipo esté correctamente conectado a tierra y que se realicen revisiones periódicas.[19]
- Cortocircuitos: Estos pueden causar incendios o daños a la maquinaria. Es crucial tener sistemas de protección como fusibles y disyuntores, además de realizar auditorías eléctricas regularmente.[19]

#### 3. Riesgos ergonómicos
- Posturas inadecuadas: Estas pueden provocar lesiones musculoesqueléticas. La formación sobre técnicas adecuadas de manipulación y la reconfiguración del espacio de trabajo pueden ayudar a mitigar estos riesgos.[19]
- Sobrecarga física: El levantamiento de cargas pesadas o movimientos repetitivos sin descansos adecuados pueden llevar a lesiones a largo plazo. Es importante fomentar pausas y alternar tareas para reducir la carga física.[19]

#### 4. Riesgos químicos
- Exposición a sustancias: Muchas máquinas utilizan o generan productos químicos que pueden ser tóxicos o corrosivos. Es fundamental contar con fichas de datos de seguridad y asegurarse de que el personal esté capacitado en el manejo de estos materiales.[19]

#### 5. Riesgos térmicos
- Superficies calientes: Elementos que alcanzan altas temperaturas pueden causar quemaduras. Se deben instalar protectores térmicos y señalizar las áreas de riesgo.[19]
- Condiciones extremas: Tanto el frío como el calor extremo pueden afectar la salud de los operadores. Se debe garantizar un ambiente de trabajo adecuado y el uso de ropa adecuada para cada condición.[19]

### Prevención de riesgos

#### 1. Formación y capacitación
- Es fundamental proporcionar entrenamiento exhaustivo a los operadores sobre el uso y mantenimiento seguro de las máquinas. Esto incluye la identificación de riesgos y el uso adecuado de EPP.[20]

#### 2. Mantenimiento preventivo
- Un programa de mantenimiento preventivo ayuda a identificar problemas antes de que se conviertan en peligros. Esto incluye revisiones de seguridad y ajustes necesarios para el buen funcionamiento.[20]

#### 3. Señalización y protección
- La implementación de señalización clara y barreras de seguridad es esencial para advertir a los trabajadores de áreas de riesgo. Esto incluye letreros, luces y sistemas de alerta.[20]

#### 4. Equipos de protección personal (EPP)
- Proveer EPP adecuado es clave para la seguridad. Esto incluye, entre otros, cascos, gafas de protección, guantes y protectores auditivos, ajustados a cada tarea específica.[20]

#### 5. Evaluaciones de riesgo
- Realizar evaluaciones de riesgo periódicas permite identificar nuevos peligros y mejorar las medidas de control. Esto debe incluir la participación de los trabajadores, ya que ellos tienen una perspectiva valiosa sobre los riesgos en su entorno de trabajo.[20]

### Requisitos esenciales de seguridad y salud que deben cumplir las máquinas
Todas las máquinas o equipos de trabajo deben cumplir los requisitos esenciales de seguridad y de salud exigidos por el “Real Decreto 1215/1997. Disposiciones mínimas de seguridad y de salud”.
Esta responsabilidad recae en el usuario, quien, independientemente de otras certificaciones, debe asegurarse de que se cumplen los requisitos de dicho decreto. Esta verificación puede ser realizada por el propio usuario o contratando a una empresa especializada, generalmente una OCA.
Las máquinas deben cumplir, al menos, con la siguiente normativa específica:
- Real Decreto 1435/1992: Máquinas y componentes de seguridad. Marcado "CE".
- Real Decreto 56/1995: Modificación del texto del R.D. 1435/1992.
- Real Decreto 1644/2008: Normas para la comercialización y puesta en servicio de máquinas.
- Directiva 98/37/CE.
- Directiva 2006/42/CE.

La legislación exige al fabricante certificar y marcar la máquina con las iniciales "CE”, este distintivo garantiza e indica que un equipo o producto ha sido diseñado para cumplir con las normativas de seguridad y salud aplicables.
Además, debe elaborarse un certificado conocido como declaración de conformidad, que indique que la máquina cumple con la normativa mencionada.

### Selección de medidas de seguridad
Las medidas de seguridad para el manejo de maquinaria se dividen en cuatro niveles jerárquicos, cada uno con un enfoque diferente para reducir los riesgos:
1. Prevención Intrínseca: Busca eliminar o reducir los peligros desde el diseño de la máquina, utilizando tecnologías seguras y mecanismos que eviten el contacto con zonas peligrosas.[22]
2. Medidas de Protección: Se implementan cuando los peligros no pueden eliminarse completamente, utilizando resguardos y dispositivos que bloquean el acceso a áreas riesgosas.[22]
3. Advertencias: Complementan las medidas anteriores con señales visuales y sonoras que alertan sobre posibles peligros cuando la protección no es total.[22]
4. Disposiciones Suplementarias: Son medidas de emergencia, como paradas de emergencia y dispositivos de rescate, que se activan en situaciones excepcionales para garantizar la seguridad.[22]

La combinación de estos cuatro niveles de seguridad crea un entorno laboral más seguro y eficiente, reduciendo los riesgos y mejorando la protección de los trabajadores.

## Trabajo infantil
La explotación infantil, también llamada esclavitud infantil, es la utilización de niños en trabajos normales o peligrosos, para fines económicos familiares o de otra índole, de menores de edad por parte de adultos, afectando con ello el desarrollo personal y emocional de los menores y el disfrute de sus derechos. Algunos autores utilizan este término como sinónimo de trabajo infantil, aunque otros emplean este último de un modo más amplio, sin una necesaria carga negativa.

## Estrés Laboral
El estrés entendido como el aumento de la activación fisiológica y cognitiva frente a una situación de emergencia nos permite estar preparados para solucionar la situación que activó estos cambios corporales. Esto, que es positivo, porque nos permite ser capaces de afrontar situaciones conflictivas, se puede volver negativo cuando esta respuesta se da de forma frecuente, intensa o duradera.
El estrés laboral se produce cuando existe un desajuste entre las habilidades y capacidades que la persona posee y las exigencias y demandas del trabajo a desempeñar.
El modo en que el sujeto evalúa y valora esta situación va a modular la influencia que tenga en los resultados del trabajo y como causas del estrés. Surge aquí la importancia de que la persona posea conductas de afrontamiento que eviten que este desajuste tenga repercusiones negativas sobre el organismo a nivel psicofisiológico, emocional y cognitivo.
Cuando el organismo se agota debido a la exposición prolongada a situaciones estresantes pueden presentarse las siguientes enfermedades:
- enfermedades cardiovasculares
- enfermedades gastrointentinales (Úlcera péptica, Dispepsia no ulcerosa, Síndrome de colon irritable)
- enfermedades músculo-esqueléticas
- trastornos mentales (depresión, ansiedad)[25]

## Servicios de Prevención de Riesgos Ocupacionales
Según el Real Decreto 39/1997, de 17 de enero, por el que se aprueba el Reglamento de los Servicios de Prevención de Riesgos Laborales, se entenderá por servicio de prevención propio el conjunto de medios humanos y materiales de la empresa necesarios para la realización de las actividades de prevención, y por servicio de prevención ajeno el prestado por una entidad especializada que concierte con la empresa la realización de actividades de prevención, el asesoramiento y apoyo que precise en función de los tipos de riesgos o ambas actuaciones conjuntamente. Los servicios de prevención tendrán carácter interdisciplinario, entendiendo como tal la conjunción coordinada de dos o más disciplinas técnicas o científicas en materia de prevención de riesgos laborales (Medicina del Trabajo, Seguridad en el trabajo, Higiene Industrial, y Ergonomía y Psicosociología).

### Equipamiento sanitario
De acuerdo con el Real Decreto 843/2011, de 17 de junio, por el que se establecen los criterios básicos sobre la organización de recursos para desarrollar la actividad sanitaria de los servicios de prevención, el equipamiento sanitario básico del servicio sanitario en las instalaciones fijas del servicio de prevención será el siguiente:
- audiómetro y cabina audiométrica homologados, en todos los servicios de prevención ajenos; en el caso de los servicios de prevención propios, únicamente en el caso de que en las empresas a las que dan servicio haya exposición a ruido;
- botiquín de medicación, material y equipo suficiente para atender urgencias y primeros auxilios;
- camilla de exploración;
- contenedores de residuos sanitarios;
- electrocardiógrafo;
- equipo de radiodiagnóstico: propio o concertado;
- equipo para control visión homologado;
- esfigmomanómetro;
- espirómetro o neumotacógrafo homologados;
- fonendoscopio;
- laboratorio: propio o concertado;
- linterna o fuente de luz externa;
- martillo de reflejos;
- negatoscopio;
- nevera con termómetro de máximas y mínimas;
- oftalmoscopio;
- otoscopio;
- peso clínico;
- rinoscopio;
- talla.

## Organismos internacionales relacionados con la PRL

### Organización Mundial de la Salud
La Organización Mundial de la Salud (OMS) es el organismo de la Organización de las Naciones Unidas (ONU) especializado en gestionar políticas de prevención, promoción e intervención a nivel mundial en la salud, definida en su Constitución como un estado de completo bienestar físico, mental y social, y no solamente como la ausencia de afecciones o enfermedades. Inicialmente fue organizada por el Consejo Económico y Social de las Naciones Unidas, que impulsó la redacción de los primeros estatutos de la OMS. La primera reunión de esta organización tuvo lugar en Ginebra (Suiza) en 1948.
Los 195 Estados miembros de la OMS gobiernan el ente por medio de la Asamblea Mundial de la Salud, que está compuesta por representantes de cada uno de ellos.
En 2009, la institución fue galardonada con el Premio Príncipe de Asturias de Cooperación Internacional.

### Organización Internacional del Trabajo
La Organización Internacional del Trabajo (OIT) es un organismo especializado de las Naciones Unidas que se ocupa de los asuntos relativos al trabajo y las relaciones laborales. Fue fundada el 11 de abril de 1919, en virtud del Tratado de Versalles con el doble objetivo de lograr la expansión global de los derechos de los trabajadores y atenuar las causas de las revoluciones obreras que sacudieron fundamentalmente a algunos de los países involucrados en la Primera Guerra Mundial. Su Constitución, sancionada en 1919, se complementa con la Declaración de Filadelfia de 1944.
La OIT tiene un gobierno tripartito, integrado por los representantes de los gobiernos, de los sindicatos y de los empleadores. Su órgano supremo es la Conferencia Internacional del Trabajo, que se reúne anualmente en junio. Su órgano ejecutivo es el Consejo de Administración, que se reúne cuatrimestralmente en Ginebra. Toma decisiones sobre políticas de la OIT y establece el programa y presupuesto que posteriormente son presentados a la Conferencia para su aprobación. También elige al director general. En 2012 fue elegido para el cargo el británico Guy Ryder. La sede central se encuentra en Ginebra (Suiza).

### Agencia Europea para la Seguridad y la Salud en el Trabajo
La Agencia Europea para la Seguridad y la Salud en el Trabajo (EU-OSHA por sus siglas en inglés) es el órgano de la Unión Europea (UE) encargado de recopilar, coordinar y distribuir la información relativa a la seguridad y la salud en el trabajo entre los Estados miembros de la UE y los medios interesados.
Esta agencia Europea constituye uno de los órganos más importantes de la política social de la UE. También uno de los que presenta mayores desafíos: cada cinco segundos un trabajador de la UE se ve afectado por un accidente laboral, y cada dos horas uno muere por la misma causa.
EU-OSHA tiene su sede en Bilbao (España) y cuenta con una plantilla de expertos en SST, comunicación y administración pública.

## Legislación

### Argentina
- Ley 19587[32]

- Ley 24557[33]

- Ley 27348[34]

### Chile
Ley 16744, que establece normas sobre accidentes del trabajo y enfermedades profesionales (Publicada en el Diario Oficial el 1 de febrero de 1968)

### Colombia
En Colombia, la Ley 1562 de 2012 modifica el Sistema de Riesgos Laborales.

### Ecuador
Reglamento de seguridad y salud de los trabajadores y mejoramiento del medio ambiente de trabajo.
Título I
DISPOSICIONES GENERALES
Art. 1.- ÁMBITO DE APLICACIÓN.- Las disposiciones del presente Reglamento se 
aplicarán a toda actividad laboral y en todo centro de trabajo, teniendo como objetivo la 
prevención, disminución o eliminación de los riesgos del trabajo y el mejoramiento del 
medio ambiente de trabajo.
Art. 2.- DEL COMITÉ INTERINSTITUCIONAL DE SEGURIDAD E HIGIENE DEL 
TRABAJO.
1. Existirá un Comité Interinstitucional de Seguridad e Higiene del Trabajo que tendrá 
como función principal coordinar las acciones ejecutivas de todos los organismos del 
sector público con atribuciones en materia de prevención de riesgos del trabajo; cumplir 
con las atribuciones que le señalen las leyes y reglamentos; y, en particular, ejecutar y 
vigilar el cumplimiento del presente Reglamento. Para ello, todos los Organismos antes 
referidos se someterán a las directrices del Comité Interinstitucional.
2. Para el correcto cumplimiento de sus funciones, el Comité Interinstitucional 
efectuará, entre otras, las acciones siguientes:
a) Colaborar en la elaboración de los planes y programas del Ministerio de Trabajo, 
Ministerio de Salud y demás Organismos del sector público, en materia de seguridad e 
higiene del trabajo y mejoramiento del medio ambiente de trabajo.
b) Elevar a consideración del Ejecutivo los proyectos de modificación que estime 
necesarios al presente Reglamento y dictar las normas necesarias para su 
funcionamiento.
c) Programar y evaluar la ejecución de las normas vigentes en materia de prevención de 
riesgos del trabajo y expedir las regulaciones especiales en la materia, para 
determinadas actividades cuya peligrosidad lo exija.
d) Confeccionar y publicar estadísticas de accidentalidad y enfermedades profesionales 
a través de la información que a tal efecto facilitará el Ministerio de Trabajo, el 
Ministerio de Salud y el Instituto Ecuatoriano de Seguridad Social.
e) Llevar el control de las sanciones que hayan sido impuestas por el Ministerio de 
Trabajo, IESS o Portafolio correspondiente, respecto a las infracciones cometidas por 
empresarios o trabajadores, en materia de prevención de riesgos profesionales.
f) Recopilar los reglamentos aprobados por el Ministerio de Trabajo y Recursos 
Humanos y el Consejo Superior del IESS en materia de Seguridad e Higiene del 
Trabajo.
g) Impulsar las acciones formativas y divulgadoras, de las regulaciones sobre seguridad 
e higiene del trabajo

### España
En España, la Ley 31/1995, de prevención de riesgos laborales, junto a las reglamentaciones que de ella se derivan, establece la forma de abordar por las empresas los asuntos relativos a la prevención de riesgos laborales.

### México
- Seguridad y salud en el trabajo en México
- Reglamento Federal de Seguridad y Salud en el Trabajo.

### Perú
Ley N° 29783 - Ley de Seguridad y Salud en el Trabajo.

### Venezuela
Ley Orgánica de Prevención, condiciones y medio ambiente de trabajo.

### Estados Unidos
Desde diciembre de 1970, la Administración de Seguridad y Salud Ocupacional (OSHA, por sus siglas en inglés) es una agencia del Departamento de Trabajo encargada de "asegurar condiciones de trabajo seguras y saludables para los hombres y mujeres trabajadores mediante el establecimiento y aplicación de normas, y mediante la capacitación, divulgación, educación y asistencia".